# Halloween II (2009)
Halloween II är en amerikansk skräckfilm/slasher/thriller från 2009, skriven, regisserad och producerad av Rob Zombie. Filmen är en uppföljare till remaken från 2007, och tionde filmen i Halloween-serien. I rollerna ses bland annat Scout Taylor-Compton, Malcolm McDowell och Tyler Mane som Laurie Strode, Dr. Loomis och Michael Myers.

## Handling
Filmen börjar exakt där remaken slutade. Michael Myers överlevde skottet i huvudet, och medan Laruie Strode jobbar på att komma över de hemska händelserna så närmar sig Michael nu med stormsteg Haddonfield igen, för en sista uppgörelse.

## Tagline
Family Is Forever

## Om filmen
Egentligen skulle inte Rob Zombie, som regisserade remaken, jobba med den här filmen då han efter första remaken sa sig vara "klar" med Halloween. Men han ändrade sig efter att ha tagit ett break i ett år, och fick den här gången verkligen hitta på nytt material istället för återberätta gammalt. Då den förra filmen var mer som remake, så fick Rob göra en helt egen uppföljare. Filmen följer därför inte den gamla tvåans story. Den släpptes på bio i USA den 28 september 2009. Den 30 oktober släpptes den om för att sammanfalla med Halloween-helgen. Halloween II har möts med väldigt blandade recensioner, då vissa älskade den, medan vissa inte alls gillade den. Den släpptes på DVD och Blu-ray den 12 januari i USA. Rob Zombie har uttryckt missnöje med den färdiga filmen, då han ville att det skulle visa sig att Laurie var mördaren och Myers egentligen hade dött när hon sköt honom. Traumat av att hennes föräldrar och nästan alla hennes vänner blivit mördade skulle fått Laurie att tro att hon var Myers under perioder. Dock fick studion kalla fötter när de hörde detta och Zombie tvingades filma flera alternativa scener för att ändra filmen.
Rob Zombie har sagt att det här definitivt var hans sista Halloween-film. Men en uppföljare har redan fått grönt ljus. Istället för Rob Zombie, så kommer Patrick Lussier regissera filmen, som går under namnet Halloween III. Lussier regisserade bland annat remaken av My Bloody Valentine 3D, från 2009. Det är ännu oklart om Halloween III kommer att följa Zombies två filmer.

## Skådespelare (i urval)
- Malcolm McDowell som Dr. Samuel Loomis
- Scout Taylor-Compton som Laurie Strode
- Tyler Mane som Michael Myers
- Danielle Harris som Annie Brackett
- Brad Dourif som Sheriff Brackett
- Caroline Williams som Dr. Maple
- Chase Wright Vanek som unge Michael
- Sheri Moon Zombie som Deborah Myers